# Juan Bautista Arconada
Juan Bautista Arconada Pérez (Carrión de los Condes, Palencia, 15 de febrero de 1890 - Mieres, Asturias, 8 de octubre de 1934) fue un hermano religioso jesuita español, asesinado junto con el sacerdote jesuita Emilio Martínez y Martínez durante la revolución de Asturias.

## Asesinato
El 5 de octubre de 1934 Arconada y el padre Martínez volvían en tren a Gijón desde Carrión de los Condes, en Palencia, donde habían acudido con motivo de unos ejercicios espirituales. A la altura de Ujo, el tren fue detenido por milicianos. Arconada y el padre Martínez bajaron y pudieron refugiarse en una casa de la localidad. Sin embargo, el 7 de octubre debieron escapar a la montaña debido a que los milicianos procedieron al registro de la casa y detuvieron al dueño y a un familiar suyo. Arconada y el padre Martínez fueron detenidos el mismo día en Santullano y trasladados a Mieres, donde fueron interrogados en la Casa del Pueblo. Ambos confesaron que eran jesuitas, por lo que los condenaron inmediatamente a muerte. Esa misma noche fueron trasladados en coche hasta el kilómetro 422 de la carretera Madrid-Oviedo, y a la entrada de la mina La Coca, cerca de Mieres, fueron fusilados, rematándolos partiéndoles la cabeza con las culatas.